# Pharrell Williams
Pharrell Lanscilo Williams (ur. 5 kwietnia 1973 w Virginia Beach) – amerykański producent muzyczny, piosenkarz i raper, założyciel własnej wytwórni płytowej Star Trak Entertainment oraz linii odzieżowej Billionaire Boys Club i obuwniczej – Ice Cream.
W 1992 wraz z Chadem Hugo założył duet producencki The Neptunes produkujący muzykę soulową, popową i R&B-ową. W 2000 razem z Hugo i Shayem Hayleyem stworzył zespół N.E.R.D, w którym jest wokalistą i perkusistą. W 2003 wydał swój debiutancki solowy singiel „Frontin'”, a w 2006 – pierwszy album studyjny pt. In My Mind, nad którym współpracował m.in. z Jayem-Z, Gwen Stefani, Snoop Doggiem i Kanye Westem. Jego drugi album zatytułowany Girl ukazał się w marcu 2014, znalazł się na nim m.in. przebój „Happy”.

## Życiorys

### Rodzina i edukacja
Urodził się w 1973 w Virginia Beach w stanie Wirginia jako najstarszy z trzech synów Pharaoha Williamsa i jego żony Carolyn. Karierę muzyczną zaczął w siódmej klasie, grając na instrumentach klawiszowych w zespole muzycznym, w którego skład wchodził także m.in. Chad Hugo. Obaj byli także członkami formacji marszowej – Williams grał na werblach, a Hugo był dyrygentem. Williams uczęszczał do liceum im. Księżniczki Anny, w którym grał w szkolnym zespole muzycznym pod pseudonimem Skateboard P.
Na początku lat 90. Williams i Hugo założyli czteroosobowy zespół The Neptunes, do którego zaprosili także swoich wspólnych znajomych: Shaya Haleya i Mike’a Etheridge’a. Niedługo potem formacja wzięła udział w szkolnym konkursie talentów, podczas którego została dostrzeżona przez Teddy’ego Rileya, którego studio muzyczne znajdowało się niedaleko budynku liceum. Po ukończeniu nauki w szkole grupa podpisała kontrakt płytowy z producentem.

### 1992–1997: Początki kariery
W trakcie pracy z Rileyem Williams zaczął pisać utwory dla innych wykonawców. W 1992 roku został współautorem słów do piosenki „Rump Shaker” dla zespołu Wreckx-N-Effect. W tym samym roku nagrał partie rapowe do utworu „Right Here” girls bandu SWV. W 1993 roku poznał duet Clipse, który podpisał umowę z wytwórnią Arista Records pod znakiem firmowym jego własnego wydawnictwa Star Trak Entertainment. Williams został także producentem zespołu.
W 1994 roku razem z Hugo zaczęli pracować jako duet producencki o nazwie The Neptunes. Zostali współautorami wyprodukowanego przez Rileya utworu „Tonight’s the Night” dla zespołu Blackstreet. Przez trzy lata kontynuowali działalność producencką. W 1997 roku pracowali m.in. nad piosenką „Lookin’ at Me” z repertuaru Mase’a, rok później zostali producentami numeru „Superthug” N.O.R.E.'a, który dotarł do 36. miejsca amerykańskiej listy przebojów Hot 100. W 1999 roku Williams został przedstawiony piosenkarce Kelis, z którą nawiązał współpracę, czego efektem było wyprodukowanie debiutanckiego albumu studyjnego wokalistki zatytułowanego Kaleidoscope.

### 1998-2004: The Neptunes

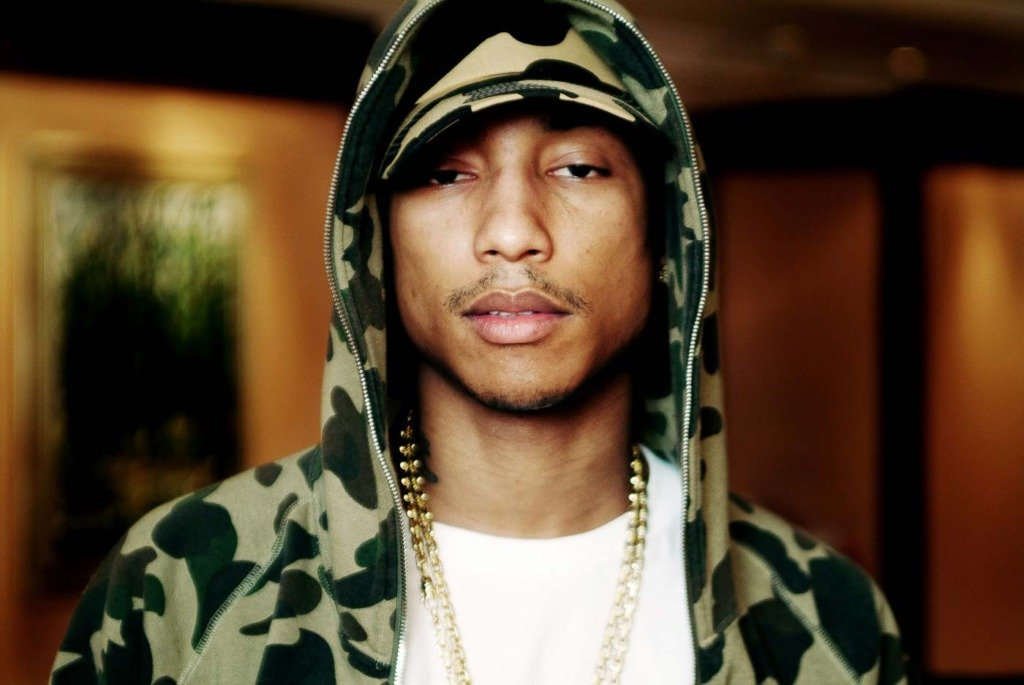
Pharrell Williams, 2005

W 2001 roku duet The Neptunes wyprodukował singiel „I'm a Slave 4 U” dla Britney Spears, z którym po raz pierwszy dotarli do pierwszego miejsca notowania Hot 100. W tym samym roku zespół N.E.R.D (założony przez Williamsa, Hugo i Haleya) wydał swój debiutancki album długogrający zatytułowany In Search of... Kilka tygodni później muzycy postanowili nagrać płytę jeszcze raz, tym razem we współpracy z rockowym zespołem Spymob. Album został wydany ponownie w 2002 roku. W tym samym roku duet ponownie zajął pierwsze miejsce w amerykańskim notowaniu przebojów, tym razem jako producenci piosenki „Hot in Herre” Nelly’ego.
W sierpniu The Neptunes zostali uznani za Producentów roku podczas wręczenia statuetek The Source Awards i Billboard Music Awards. W 2002 roku wydali pierwszy album studyjny zespołu Clipse zatytułowany Lord Willin’. Krążek zadebiutował na pierwszym miejscu zestawienia Top R&B/Hip-Hop Albums oraz na czwartym miejscu Billboard Hot 200. W kolejnym roku ukazała się płyta The Neptunes pt. The Neptunes Present... Clones, która dotarła na szczyt amerykańskiej listy najczęściej kupowanych albumów. Zespół wyprodukował także dwa utwory – „Change Clothes” i „Allure” – na płytę Jaya-Z zatytułowaną The Black Album. Kilka tygodni później duet nagrał remiks utworu „Harder, Better, Faster, Stronger” zespołu Daft Punk na potrzeby ich płyty z remiksami zatytułowanej Daft Club.

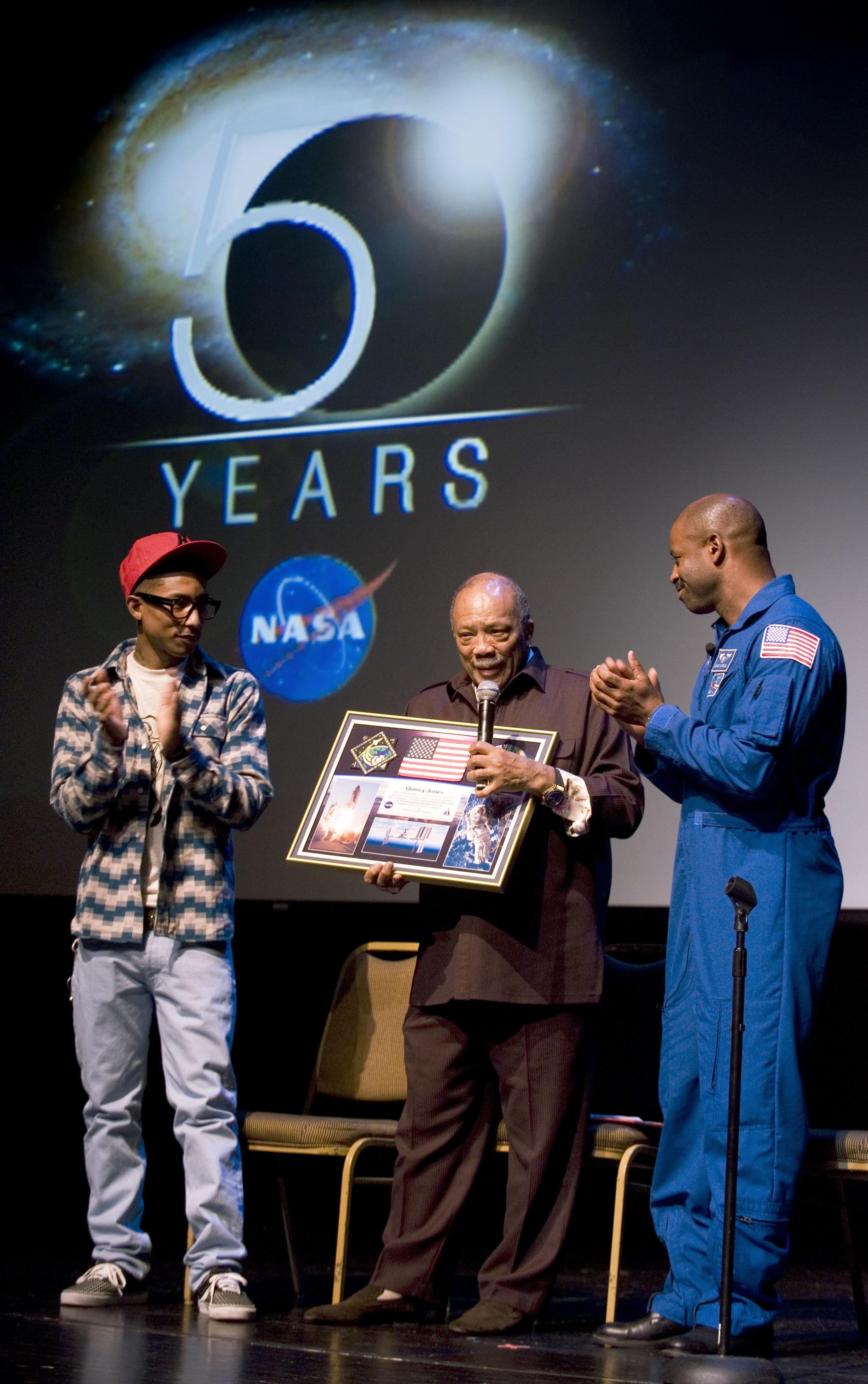
Pharrell Williams w towarzystwie astronauty Lelanda Melvina podczas ceremonii wręczenia montażu Quincy Jonesowi, 2008

W marcu 2004 roku ukazał się drugi album studyjny formacji N.E.R.D pt. Fly or Die, na który Williams napisał część tekstów oraz został producentem całości. W tym samym roku wystąpił u boku Stinga, Dave’a Matthewsa i Vince’a Gilla podczas ceremonii wręczenia Nagród Grammy, grając na perkusji utwór „I Saw Her Standing There” z repertuaru grupy The Beatles. Podczas gali Williams otrzymał dwie statuetki, wygrywając w kategoriach Producent roku oraz Najlepszy popowy album wokalny (jako producent płyty Justified Justina Timberlake’a). Otrzymał także nominacje do nagrody w kategoriach Najlepsza rapowa/śpiewana współpraca (utwór „Frontin’” nagrany przy gościnnym udziale Jaya-Z) i Najlepsza rapowa piosenka („Excuse Me Miss” także z Jayem-Z). Oprócz tego wyprodukował drugi utwór dla Nelly’ego – „Flap Your Wings”. Singiel dotarł do pierwszego miejsca brytyjskiej listy przebojów.
We wrześniu 2004 roku Williams pojawił się gościnnie w utworze „Drop It Like It’s Hot” Snoop Dogga, z którym po dwóch miesiącach po premierze trafił na pierwsze miejsce amerykańskich list przebojów. W 2009 roku utwór został uznany za Rapową piosenkę dekady przez amerykański magazyn Billboard.

### 2005-2009:In My Mind
Na początku września 2005 roku Williams wydał pierwszy singiel zapowiadający jego debiutancki album studyjny – „Can I Have It Like That”. Utwór, w którym gościnnie zaśpiewała Gwen Stefani, dotarł do 48. miejsca krajowej listy przebojów oraz do trzeciego miejsca w Wielkiej Brytanii. Pod koniec lipca kolejnego roku ukazała się jego pierwsza solowa płyta zatytułowana In My Mind. Oprócz piosenki „Can I Have It Like That”, krążek promowały single „Angel”, „Number One” (nagrany w duecie z Kanye Westem) oraz „That Girl” (z gościnnym udziałem Snoop Dogga i Charliego Wilsona).

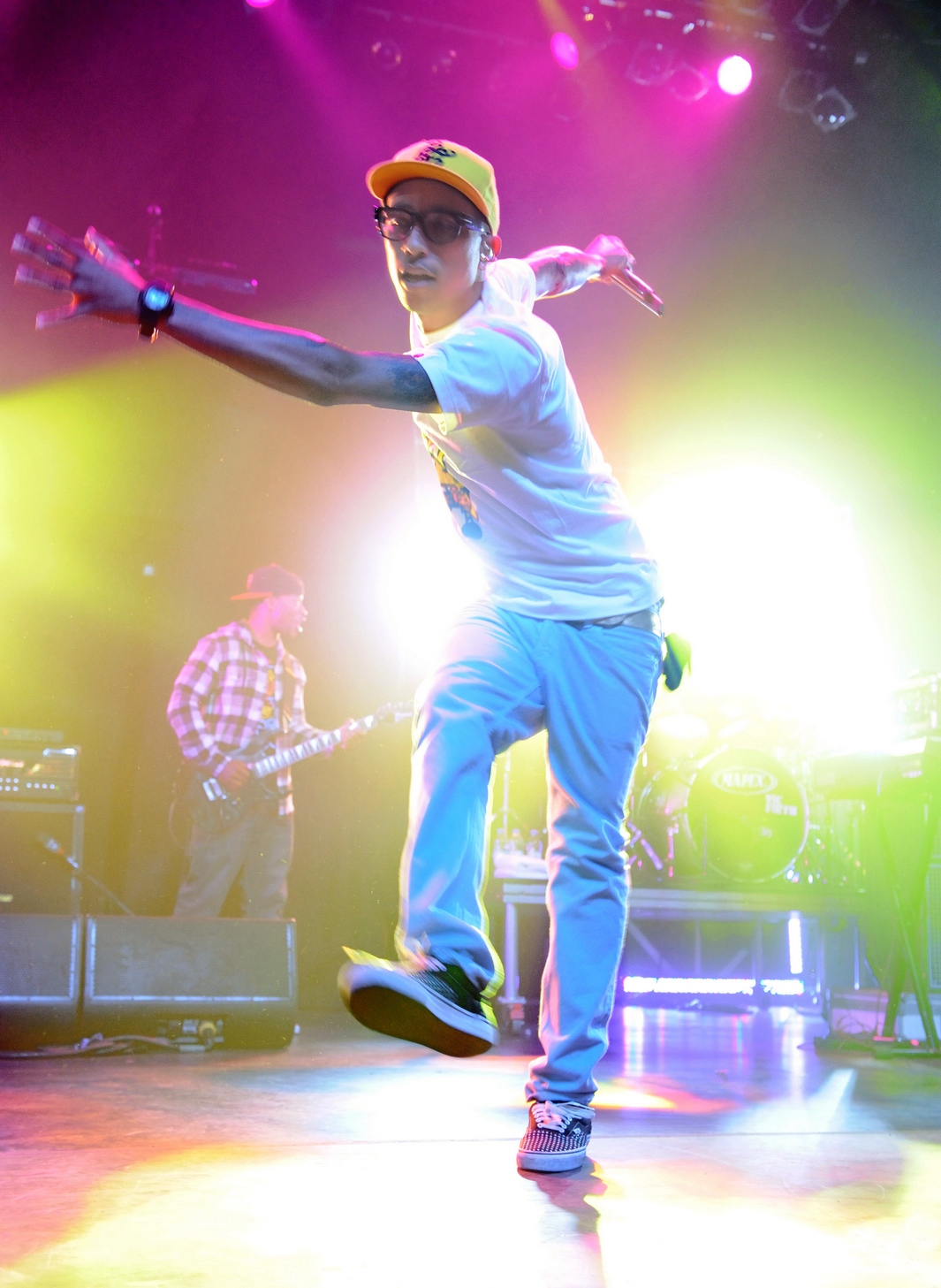
Williams podczas koncertu we wrześniu 2008 roku

W 2006 roku wyprodukował drugi album studyjny zespołu Clipse zatytułowany Hell Hath No Fury, na który nagrał także partie chórków. W kolejnym roku Williams nawiązał współpracę z Madonną, produkując oraz nagrywając partie gitarowe i klawiszowe do jej singla „Hey You”. Utwór został udostępniony do pobrania na portalu MSN, a każde 25 centów z pierwszego miliona ściągnięć przekazywane było organizacji Alliance for Climate Protection przygotowującej serię koncertów Live Earth. 1 lipca wystąpił podczas Koncertu dla księżnej Diany organizowanego na stadionie Wembley. Sześć dni później wystąpił w Brazylii podczas jednego z koncertów z cyklu Live Earth, który został zorganizowany w Rio de Janeiro.
W 2007 roku Williams wyprodukował nową wersję przeboju Marilyn Monroe „Diamonds Are a Girl’s Best Friend”, którą Beyoncé Knowles nagrała na potrzeby promocji linii perfum Giorgio Armaniiego o nazwie Diamonds. W tym samym roku napisał i wyprodukował utwór „Why Should I Be Sad” dla Britney Spears, która nagrała go na swoją piątą płytę zatytułowaną Blackout, a także dwie piosenki z albumu The Black and White Album zespołu The Hives – „Well All Right!” and „T.H.E.H.I.V.E.S.”. W 2008 roku nagrał partie chórkowe oraz wyprodukował część materiału na jedenastą płytę Madonny zatytułowaną Hard Candy, w tym m.in. singiel „Give It 2 Me”. Pod koniec października rozpoczął pracę nad albumem z remiksami Call & Response zespołu Maroon 5, przygotowując przeróbkę przeboju „She Will Be Loved”. W ciągu kolejnych miesięcy nawiązał współpracę z Shakirą, dla której napisał większość piosenek na jej szóstą płytę zatytułowaną She Wolf, we wrześniu 2009 roku wyprodukował i częściowo napisał piosenkę „Fresh Out the Oven” dla Jennifer Lopez, a miesiąc później pojawił się gościnnie w utworze „Add Suv” z debiutanckiego albumu raperki Uffie zatytułowanego Sex Dreams and Denim Jeans. Pod koniec roku nawiązał zaczął pracę nad krążkiem The R.E.D. Album rapera Game’a, dla którego wyprodukował piosenkę „Mama Knows” z gościnnym udziałem Nelly Furtado.

### 2010-2012:Jak ukraść księżyc
W lipcu 2010 roku Williams skomponował oficjalną ścieżkę dźwiękową do filmu Jak ukraść księżyc (ang. Despicable Me) wyprodukowanego przez Hansa Zimmera. Płyta została nagrana przy wsparciu Hollywood Studio Symphony. W październiku wyruszył razem ze swoim zespołem N.E.R.D jako wsparcie grupy Gorillaz podczas ich trasy koncertowej zatytułowanej Escape to Plastic Beach World Tour. W kolejnym miesiącu N.E.R.D wydał czwarty album studyjny pt. Nothing.

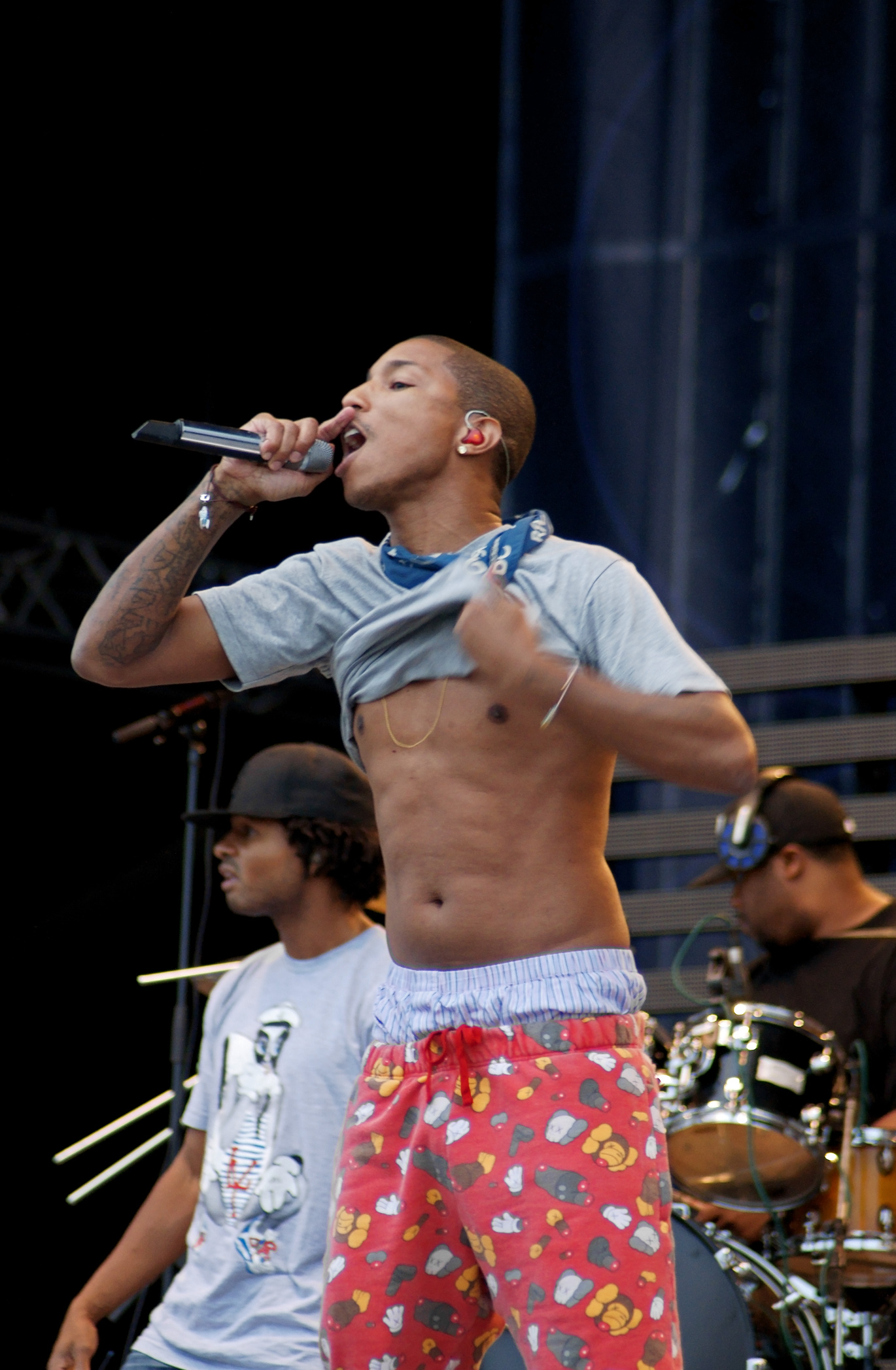
Pharrell Williams podczas występu na festiwalu Pori Jazz, lipiec 2010

W 2011 roku Williams został współautorem dwóch piosenek umieszczonych na drugim albumie studyjnym Adama Lamberta – zatytułowanym Trespassing – „Trespassing” i „Kickin’ In”. W tym samym roku razem z Hansem Zimmerem przygotował oprawę muzyczną 84. ceremonii wręczenia Nagród Akademii Filmowej. W 2012 roku nawiązał współpracę z Miley Cyrus, dla której skomponował i napisał utwór „4x4” z jej płyty zatytułowanej Bangerz, a także napisał nowy motyw muzyczny programu Chelsea Lately, zaśpiewał gościnnie na czterech piosenkach („When My Niggas Come Home”, „It Must Be Tough”, „They Don’t Want None”, „Roll My Shit”) z mixtape’u zespołu The Game zatytułowanego California Republic i w utworze „Celebrate” Miki oraz został producentem i współautorem numerów „Twisted” i „Hot Thing” z siódmego krążka Ushera pt. Looking 4 Myself. Oprócz tego został współproducentem i jednym z realizatorów partii klawiszowych na płycie Franka Oceana zatytułowanej channel ORANGE, na którą napisał także utwór „Sweet Life”.

### 2013-14: „Get Lucky”, „Blurred Lines” iGirl
W 2013 roku Williams pojawił się gościnnie w utworach „Lose Yourself to Dance” i „Get Lucky” z czwartego albumu długogrającego zespołu Daft Punk zatytułowanego Random Access Memories. Singiel „Get Lucky” dotarł do pierwszego miejsca list przebojów m.in. w Australii i Wielkiej Brytanii oraz do trzeciego w Stanach Zjednoczonych, został także najczęściej kupowanym utworem na rynku brytyjskim. W tym samym roku wydał trzy nowe piosenki nagrane na potrzeby ścieżki dźwiękowej filmu Minionki rozrabiają – „Just a Cloud Away”, „Happy” i „Scream” (nagraną w duecie z Cee Lo Greenem) oraz wziął udział (jako jeden z perkusistów) w sesji nagraniowej utworów wykorzystanych w produkcji Człowiek ze stali.
W marcu 2013 roku premierę miał singiel „Blurred Lines” Robina Thicke’a, na którym gościnnie zaśpiewał T.I. oraz Williams, odpowiedzialny także za produkcję utworu. Singiel dotarł do pierwszego miejsca list przebojów m.in. w Stanach Zjednoczonych, Australii, Republice Południowej Afryki, Kanadzie, Nowej Zelandii, Austrii, Polsce i Wielkiej Brytanii, gdzie został także najczęściej kupowanym w sprzedaży cyfrowej utworem w 2013 roku (podobnie w Ameryce). Pod koniec czerwca Williams został dwunastym artystą w historii muzyki, którego dwie piosenki zajmowały kolejno pierwsze i drugie miejsca na listach przebojów („Blurred Lines” i „Get Lucky”). Oba numery osiągnęły sprzedaż ponad dwóch milionów egzemplarzy tylko w Wielkiej Brytanii.
W listopadzie 2013 roku opublikował 24-godzinny teledysk do utworu „Happy” promującego film Minionki rozrabiają. Klip otrzymał nominacje do MTV Video Music Awards w kategoriach Najlepszego męskiego wideo oraz Teledysku roku w 2014 roku. W pierwszej kategorii wygrał teledysk do piosenki „Sing” Eda Sheerana, nagranej przez wokalistę we współpracy z Williamsem. W grudniu Williams został nominowany do siedmiu Nagród Grammy m.in. w kategoriach: Producent roku, Nagranie roku i Najlepszy popowy występ duetu/zespołu (za single „Get Lucky” i „Blurred Lines”).

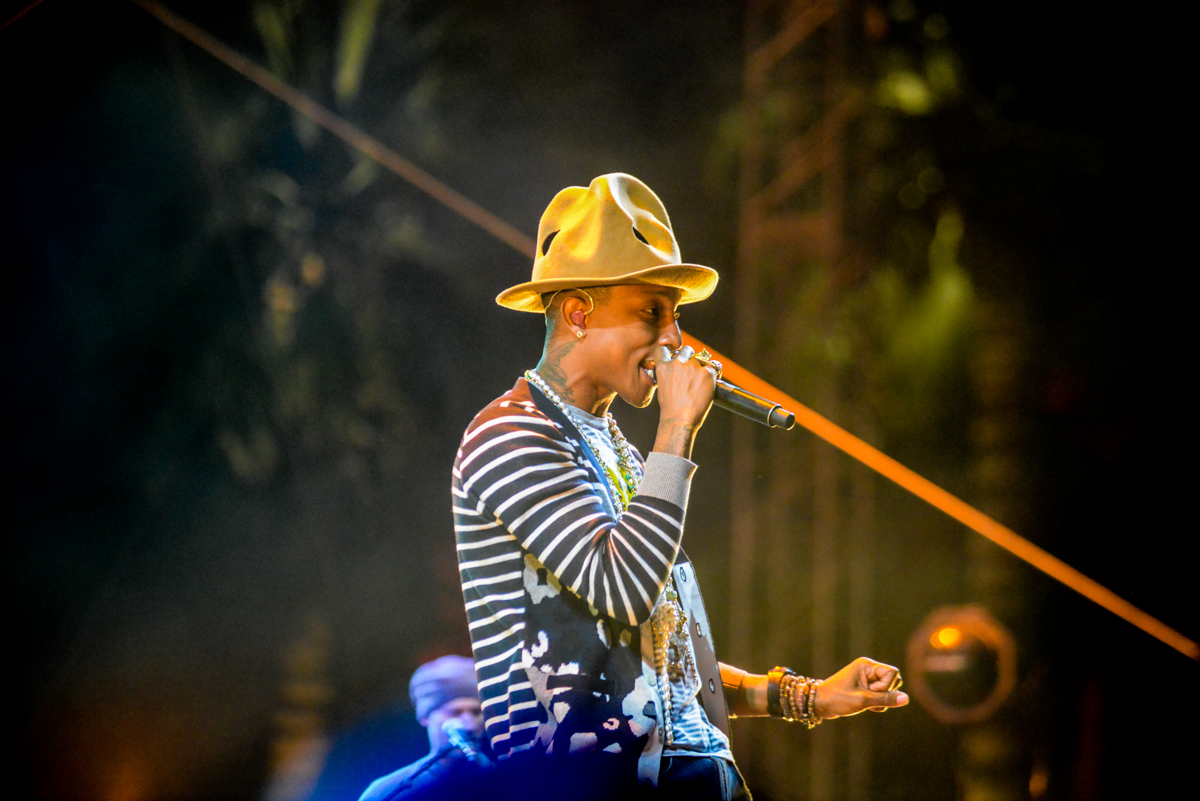
Pharrell Williams na festiwalu Coachella, kwiecień 2014

W lutym 2014 roku Major Lazer wydał minialbum pt. Apocalypse Soon, na którym znalazł się utwór „Aerosol Can” w gościnnym udziałem Williamsa. Na początku marca 2014 roku ukazał się drugi album studyjny producenta zatytułowany Girl, który promowany był przez singiel „Happy”. W tym samym roku utwór nominowany był do Nagrody Akademii w kategorii Najlepsza oryginalna piosenka. W grudniu tegoż roku Williams zdobył nominacje do czterech Nagród Grammy w kategoriach: Album roku i Najlepszy album urban contemporary (za Girl), Najlepszy teledysk i Najlepszy solowy występ popowy (za utwór „Happy”). Ostatecznie odebrał trzy statuetki, przegrywając jedynie w kategorii Album roku, w której wygrał Beck Hansen za płytę Morning Phase.
Pod koniec marca Williams został ogłoszony jednym z jurorów i trenerów wokalnych siódmej edycji programu The Voice. W czerwcu artysta pojawił się gościnnie w filmie dokumentalnym zatytułowanym Sisterhood of Hip Hop. Pharrell został także kierownikiem produkcji dziewiątej płyty studyjnej T.I.’a pt. Paperwork, której premiera odbyła się w październiku tegoż roku. W tym samym roku w duecie z Gwen Stefani nagrał utwór „Shine” wykorzystany w ścieżce dźwiękowej filmu Paddington.

### Od 2015: „Freedom”
W lutym 2015 roku karykatura Williamsa pojawiła się w jednym z odcinków serialu animowanego Simpsonowie. W tym samym czasie artysta napisał trzy utwory na ścieżkę dźwiękową filmu SpongeBob: Na suchym lądzie, a także ponownie pojawił się za panelem jurorskim ósmej edycji programu The Voice, którą ostatecznie wygrał jego podopieczny – Sawyer Fredericks.
30 czerwca ukazał się nowy singiel Williamsa – „Freedom”, który został napisany na potrzeby premiery nowej usługi muzycznej Apple Music.

## Dyskografia

### Albumy studyjne
- In My Mind (2006)
- Girl (2014)